# Mjösjön (Hyssna socken, Västergötland)
Mjösjön är en sjö i Marks kommun i Västergötland och ingår i Viskans huvudavrinningsområde. Sjön har en area på 0,064 kvadratkilometer och ligger 100,8 meter över havet.

## Delavrinningsområde
Mjösjön ingår i det delavrinningsområde (638607-131070) som SMHI kallar för Utloppet av Stora Hålsjön. Medelhöjden är 106 meter över havet och ytan är 16,34 kvadratkilometer. Det finns ett avrinningsområde uppströms, och räknas det in blir den ackumulerade arean 22,89 kvadratkilometer. Husån som avvattnar avrinningsområdet har biflödesordning 2, vilket innebär att vattnet flödar genom totalt 2 vattendrag innan det når havet efter 64 kilometer. Avrinningsområdet består mestadels av skog (66 %). Avrinningsområdet har 3,92 kvadratkilometer vattenytor vilket ger det en sjöprocent på 24 %.